# Dusona bellula
Dusona bellula är en stekelart som först beskrevs av Dalla Torre 1901.  Dusona bellula ingår i släktet Dusona och familjen brokparasitsteklar. Inga underarter finns listade i Catalogue of Life.